# Ayuntamiento de Puerto de la Cruz
El Ayuntamiento de Puerto de la Cruz es la institución que se encarga de gobernar el municipio español de Puerto de la Cruz (Santa Cruz de Tenerife). Está presidido por el alcalde de Puerto de la Cruz, que desde 1979 es elegido democráticamente por sufragio universal. Actualmente el alcalde es Leopoldo José Afonso, perteneciente al Partido Popular.

## Casa consistorial
La sede del ayuntamiento se encuentra en la plaza de Europa, en pleno casco de la ciudad. Se trata de un edificio de dos plantas de estilo canario, que fue construido en el año 1973 en el solar que ocupaba el antiguo empaquetado de plátanos Yeoward.

## Alcaldes
| Periodo   | Nombre                                                                               | Partido                                                             |
| --------- | ------------------------------------------------------------------------------------ | ------------------------------------------------------------------- |
| 1979-1983 | Francisco Javier Afonso Carrillo                                                     | Partido Socialista Obrero Español (PSOE)                            |
| 1983-1987 | Francisco Javier Afonso Carrillo (1983–1984) Félix Real González (1984–1987)         | Partido Socialista Obrero Español (PSOE)                            |
| 1987-1991 | Félix Real González                                                                  | Partido Socialista Obrero Español (PSOE)                            |
| 1991-1995 | Félix Real González                                                                  | Partido Socialista Obrero Español (PSOE)                            |
| 1995-1999 | Salvador García Llanos (1995-1996) Marcos Evangelista Brito Gutiérrez (1996-1999)    | Coalición Canaria (CC) Agrupación Tinerfeña de Independientes (ATI) |
| 1999-2003 | Salvador García Llanos                                                               | Partido Socialista Obrero Español (PSOE)                            |
| 2003-2007 | Marcos Evangelista Brito Gutiérrez                                                   | Coalición Canaria (CC)                                              |
| 2007-2011 | Dolores Padrón Rodríguez (2007–2009) Marcos Evangelista Brito Gutiérrez (2009–2011)  | Partido Socialista Obrero Español (PSOE) Coalición Canaria (CC)     |
| 2011-2015 | Marcos Evangelista Brito Gutiérrez (2011–2014) Sandra Rodríguez González (2014–2015) | Coalición Canaria (CC)                                              |
| 2015-2019 | Lope Domingo Afonso Hernández                                                        | Partido Popular (PP)                                                |
| 2019-2023 | Marco Antonio González Mesa                                                          | Partido Socialista Obrero Español (PSOE)                            |
| 2023-act. | Marco Antonio González Mesa (2023–2024) Leopoldo José Afonso Hernández (2024–act.)   | Partido Socialista Obrero Español (PSOE) Partido Popular (PP)       |

## Historia
El alcalde Paco Afonso, tras ganar las elecciones de 1983 por una abrumadora mayoría, fue nombrado en julio de 1984 Gobernador Civil de la provincia de Santa Cruz de Tenerife, por lo que pasó a ser alcalde el primer teniente de alcalde Félix Real. Poco después, Paco Afonso falleció trágicamente víctima de un pavoroso incendio en la isla de La Gomera en septiembre de 1984. 
Tras las elecciones de mayo de 1995, CC presenta una moción de censura junto al PP contra el alcalde socialista que prospera, accediendo a la alcaldía el nacionalista Marcos Brito.
En 2003 se forma un gobierno de pacto entre CC y PP, que es roto por los nacionalistas en 2004 apoyados por un concejal popular que se declaró independiente y no entregó el acta; lo que fue denunciado como un caso de transfuguismo.
En 2007 se lleva a cabo un pacto entre el PSOE y el PP, que duraría hasta octubre de 2008 cuando fue roto unilateralmente por los socialistas. El 6 de octubre de 2009 prospera una moción de censura contra la alcaldesa socialista por parte de CC y PP, dándole la alcaldía a los nacionalistas.
El 23 de octubre de 2014 es envestida alcaldesa la nacionalista Sandra Rodríguez tras el fallecimiento del alcalde Marcos Brito.
Tras las elecciones de 2015 se forma un gobierno de pacto entre el PP y CC, otorgando la alcaldía al popular Lope Afonso.
Tras las elecciones de 2019 un pacto entre PSOE y Asamblea Ciudadana Portuense le otorga la alcaldía a Marco Antonio González Mesa (PSOE). Dicho pacto pue revalidado tras las elecciones municipales de 2023. Aun así, el 31 de julio de 2024, ACP rompió el pacto debido a desavenencias con el PSOE, propiciando una moción de censura de ACP, PP y CC contra el regidor socialista, la cual se hizo efectiva el día 16 de agosto de ese año.

## Pleno
| Partido político | Partido político                                                    | 1979   | 1983   | 1987   | 1991   | 1995   | 1999   | 2003   | 2007   | 2011   | 2015   | 2019   | 2023   |
| Partido político | Partido político                                                    | Ediles | Ediles | Ediles | Ediles | Ediles | Ediles | Ediles | Ediles | Ediles | Ediles | Ediles | Ediles |
|                  | Alianza Popular (AP)-Partido Popular (PP)                           | —      | 3      | 3      | 3      | 6      | 2      | 3      | 2      | 4      | 7      | 8      | 7      |
|                  | Partido Socialista Obrero Español (PSOE)                            | 12     | 17     | 12     | 13     | 9      | 11     | 8      | 10     | 6      | 7      | 8      | 10     |
|                  | Asamblea Ciudadana Portuense (ACP)                                  | —      | —      | —      | —      | —      | —      | —      | —      | —      | 3      | 3      | 2      |
|                  | Coalición Canaria (CC)                                              | —      | —      | —      | —      | 5      | 8      | 10     | 9      | 8      | 4      | 2      | 2      |
|                  | Vecinos por el Puerto (VxP)                                         | —      | —      | —      | —      | —      | —      | —      | —      | 2      | —      | —      | —      |
|                  | Izquierda Unida (IU)-Por Tenerife                                   | —      | —      | 1      | —      | 1      | 0      | 0      | 0      | 1      | —      | —      | —      |
|                  | Unión de Centro Democrático (UCD)-Centro Democrático y Social (CDS) | 6      | 0      | 1      | 0      | —      | 0      | —      | —      | —      | —      | —      | —      |
|                  | Agrupación Tinerfeña de Independientes (ATI)                        | —      | 0      | 4      | 5      | —      | —      | —      | —      | —      | —      | —      | —      |
|                  | Agrupación Independiente Portuense (AIP)                            | 3      | 1      | —      | —      | —      | —      | —      | —      | —      | —      | —      | —      |

## Resultados electorales
| Partido político                         | 2023  | 2023  | 2023       | 2019  | 2019  | 2019       | 2015  | 2015  | 2015       | 2011  | 2011  | 2011       | 2007  | 2007  | 2007       |
| Partido político                         | %     | Votos | Concejales | %     | Votos | Concejales | %     | Votos | Concejales | %     | Votos | Concejales | %     | Votos | Concejales |
| Partido Socialista Obrero Español (PSOE) | 45,65 | 6370  | 10         | 37,42 | 5274  | 8          | 30,82 | 4449  | 7          | 28,41 | 4308  | 6          | 39,86 | 6114  | 10         |
| Partido Popular (PP)                     | 29,11 | 4062  | 7          | 33,38 | 4704  | 8          | 28,91 | 4173  | 7          | 18,21 | 2761  | 4          | 11,16 | 1711  | 2          |
| Asamblea Ciudadana Portuense (ACP)       | 11,46 | 1600  | 2          | 13,38 | 1886  | 3          | 15,25 | 2202  | 3          | —     | —     | —          | —     | —     | —          |
| Coalición Canaria (CC)                   | 8,35  | 1166  | 2          | 9,06  | 1277  | 2          | 16,22 | 2341  | 4          | 35,48 | 5381  | 8          | 37,70 | 5782  | 9          |
| Vecinos por el Puerto (VxP)              | —     | —     | —          | —     | —     | —          | —     | —     | —          | 8,88  | 1346  | 2          | —     | —     | —          |
| Izquierda Unida (IU)                     | —     | —     | —          | —     | —     | —          | —     | —     | —          | 5,59  | 848   | 1          | 3,32  | 509   | 0          |

## Evolución de la deuda viva municipal
El concepto de deuda viva contempla sólo las deudas con cajas y bancos relativas a créditos financieros, valores de renta fija y préstamos o créditos transferidos a terceros, excluyéndose, por tanto, la deuda comercial.
| Gráfica de evolución de la deuda viva del Ayuntamiento entre 2008 y 2023                                    |
| |
| Deuda viva del Ayuntamiento de Puerto de la Cruz, en miles de euros, según datos del Ministerio de Hacienda |